# 江口実沙
江口 実沙（えぐち みさ、1992年4月18日 - ）は、日本の女子プロテニス選手。福岡県小郡市出身。WTAランキング自己最高位はシングルス109位。富士見丘高等学校卒業。身長173cm。右利き、バックハンド・ストロークは両手打ち。

## 来歴
8歳でテニスを始める。2011年5月にプロに転向。
2012年全仏オープンから4大大会の予選に挑戦を始める。
2014年7月のバクー・カップでは予選から勝ち上がり、1回戦でマグダレナ・リバリコバを 6-4, 7-6 (7) 、2回戦でウルシュラ・ラドワンスカを 6-2, 6-1 で破りベスト8に進出している。全日本テニス選手権では決勝で澤柳璃子を 2-6, 6-1, 6-3 で破り大会初優勝を果たした。2014年アジア競技大会ではシングルスと団体で銅メダルを獲得した。
2016年の江西省オープンでWTAツアー初のベスト4進出。9月のWTA 125Kシリーズ大連オープンでは決勝進出し、第3セット5-2で優勝まであと1ゲームに迫ったが、左膝を負傷し無念の途中棄権で準優勝に終わった。負傷した左膝は検査で前十字靭帯断裂と診断され手術、長期離脱を余儀無くされる。
2017年5月の全仏オープンで8ヶ月ぶりに復帰。予選1回戦で敗れた。スペシャルランキングでエントリーした全米オープンで、ビクトリア・アザレンカの欠場による繰り上がりでグランドスラム初出場を果たす。1回戦で負傷時の対戦相手だったクリスティナ・プリスコバに2-6, 2-6で敗れた。
2018年全豪オープンでは1回戦でヤナ・フェットに 3-6, 2-6 で敗れた。サーキット大会を転戦していたが、10月の全日本テニス選手権を最後に26歳で現役を引退した。

## 4大大会シングルス成績
略語の説明
| W | F | SF | QF | #R | RR | Q# | LQ | A | Z# | PO | G | S | B | NMS | P | NH |

W=優勝, F=準優勝, SF=ベスト4, QF=ベスト8, #R=#回戦敗退, RR=ラウンドロビン敗退, Q#=予選#回戦敗退, LQ=予選敗退, A=大会不参加, Z#=デビスカップ/BJKカップ地域ゾーン, PO=デビスカップ/BJKカッププレーオフ, G=オリンピック金メダル, S=オリンピック銀メダル, B=オリンピック銅メダル, NMS=マスターズシリーズから降格, P=開催延期, NH=開催なし.
| 大会           | 2012 | 2013 | 2014 | 2015 | 2016 | 2017 | 2018 | 通算成績 |
| -------------- | ---- | ---- | ---- | ---- | ---- | ---- | ---- | -------- |
| 全豪オープン   | A    | A    | A    | LQ   | LQ   | A    | 1R   | 0–1      |
| 全仏オープン   | LQ   | A    | LQ   | LQ   | LQ   | A    | A    | –        |
| ウィンブルドン | A    | A    | LQ   | LQ   | LQ   | A    | A    | –        |
| 全米オープン   | LQ   | A    | LQ   | LQ   | LQ   | 1R   | A    | 0–1      |